# Пройдак Михайло Семенович
Михайло Семенович Пройдак (7 листопада 1919, село Ручки, тепер Миргородського району Полтавської області — ?) — український радянський діяч, секретар Івано-Франківського обласного комітету КПУ, голова Івано-Франківського обласного комітету народного контролю, 1-й секретар Коломийського міського комітету КПУ Івано-Франківської області.

## Біографія
У 1935 році вступив до комсомолу.
З лютого 1940 по 1945 рік — у Червоній армії, учасник німецько-радянської війни з грудня 1941 року. Служив з жовтня 1941 року командиром взводу 737-го окремого батальйону зв'язку 43-ї окремої стрілецької бригади 258-ї стрілецької дивізії Західного фронту. Потім був командиром взводу управління 8-го зенітно-кулеметного артилерійського полку протиповітряної оборони 88-ї дивізії ППО.
Член ВКП(б).
На 1957—1960 роки — 1-й секретар Більшівцівського районного комітету КПУ Станіславської області.
До 1963 року — 1-й секретар Коломийського міського комітету КПУ Івано-Франківської області.
У листопаді 1963 — грудні 1965 року — голова Івано-Франківського обласного комітету партійно-державного контролю — заступник голови виконавчого комітету Івано-Франківської обласної ради депутатів трудящих.
Одночасно, 23 листопада 1963 — лютому 1966 року — секретар Івано-Франківського обласного комітету КПУ.
З грудня 1965 по 8 жовтня 1981 року — голова Івано-Франківського обласного комітету народного контролю.
З 1981 року — персональний пенсіонер у місті Івано-Франківську.

## Звання
- старший сержант
- лейтенант

## Нагороди
- орден Вітчизняної війни ІІ ст. (6.04.1985)
- орден Трудового Червоного Прапора (26.02.1958)
- орден Червоної Зірки (4.11.1944)
- ордени
- медаль «За бойові заслуги» (28.03.1942)
- медаль «За оборону Москви»
- медаль «За перемогу над Німеччиною у Великій Вітчизняній війні 1941—1945 рр.» (1945)
- медалі